# Archives of Pathology & Laboratory Medicine
Archives of Pathology & Laboratory Medicine, abgekürzt Arch. Pathol. Lab. Med., ist eine wissenschaftliche Fachzeitschrift, die vom College of American Pathologists veröffentlicht wird. Sie erscheint mit 12 Ausgaben im Jahr. Es werden Arbeiten aus allen Bereichen der Pathologie veröffentlicht.
Der Impact Factor lag im Jahr 2014 bei 2,838. Nach der Statistik des ISI Web of Knowledge wird das Journal mit diesem Impact Factor in der Kategorie Pathologie an 20. Stelle von 75 Zeitschriften, in der Kategorie experimentelle Medizin & Forschung an 48. Stelle von 123 Zeitschriften und in der Kategorie medizinische Labortechnik an vierter Stelle von 30 Zeitschriften geführt.